# Bennett (Carolina del Nord)
Bennett è un census-designated place (CDP) degli Stati Uniti d'America, situato nello stato della Carolina del Nord, nella contea di Chatham. Secondo il censimento del 2020 gli abitanti di Bennett ammontavano a 284.

## Storia
La città venne fondata nel 1888 con il nome di Boaz, nome che cambiò in Bennett nel 1910.